# Windenberg
Windenberg ist ein Ortsteil des oberschwäbischen Marktes Markt Rettenbach im Landkreis Unterallgäu in Bayerisch-Schwaben.

## Geographie
Die Einöde liegt etwa zwei Kilometer östlich vom Hauptort Markt Rettenbach entfernt und ist mit diesem durch die Kreisstraße MN 28 verbunden. Westlich des Ortes befinden sich die Auerwiesen und der Auerbach, nördlich die Viehweide, westlich das Heischfeld.

## Geschichte
Seit der Gründung des Ortes gehört er zu Markt Rettenbach. Die Einöde Windenberg wurde erstmals 1517 erwähnt, als Eitel Leutkircher mit dem Hochstift Augsburg einen Vertrag schloss, die Leibeigenen von Windenberg ebenso wie die von Rettenbach zu behandeln.